# Ascorhynchus tenuirostris
Ascorhynchus tenuirostris är en havsspindelart som beskrevs av Carpenter, G.H. 1892. Ascorhynchus tenuirostris ingår i släktet Ascorhynchus och familjen Ammotheidae. Inga underarter finns listade i Catalogue of Life.